# Reinhard Kubat
Reinhard Kubat (* 26. Mai 1958 in Korbach) ist ein deutscher Politiker (SPD). Er war von 2010 bis 2021 Landrat des Landkreises Waldeck-Frankenberg.

## Leben
Kubat wuchs zusammen mit zwei Geschwistern in Marienhagen auf einem Bauernhof auf. Er besuchte die Alte Landesschule Korbach und machte dort sein Abitur. Er studierte Biologie an der Philipps-Universität Marburg, war dort in den Jahren 1983 bis 1990 als wissenschaftlicher Mitarbeiter tätig und promovierte im Jahr 1989. Anschließend arbeitete er bei den Behringwerken in der Region Hannover (Burgwedel). Daneben war er von 1985 bis 2000 als Gesellschafter von Bioplan Marburg in der Landschaftsplanung tätig. 1992 kehrte Kubat nach Hessen zurück und zog in den elterlichen Hof in Marienhagen. Dort betrieb er zusammen mit seiner Frau Landschaftsplanung. Nach der Gründung des Kellerwaldvereins im Jahr 1992 wurde er Geschäftsführer der Regionalen Entwicklungsgruppe Kellerwald-Edersee und bekleidete diesen Posten von 1993 bis 2001.
In den Jahren 1993 bis 2001 gehörte er dem Ortsbeirat in Marienhagen an und bekleidete in dieser Zeit das Amt des Ortsvorstehers für ein Jahr. Am 2. September 2001 wurde Kubat mit 62,6 % der abgegebenen Stimmen zum Bürgermeister von Frankenau gewählt und trat das Amt am 1. Januar 2002 an. Am 16. September 2007 wurde er mit 92,6 % im Amt bestätigt. 2009 kandidierte Kubat für das Amt des Landrates des Landkreises Waldeck-Frankenberg. Nachdem bei der Wahl am 5. Juli kein Kandidat die Mehrheit erzielen konnte, konnte sich Kubat am 19. Juli in einer Stichwahl mit 54,3 % durchsetzen. Er trat sein neues Amt am 1. Januar 2010 an. Zum neuen Bürgermeister von Frankenau wurde am 7. März 2010 Kubats Parteikollege Björn Brede gewählt. Bei der nächsten Landratswahl am 5. Juli 2015 wurde Kubat mit 60,6 % der abgegebenen Stimmen im Amt bestätigt. Am 26. September 2021 unterlag er dem parteilosen Jürgen van der Horst mit 48,88 % zu 51,12 % der abgegebenen Stimmen.
Kubat ist seit dem Jahr 1988 verheiratet und hat vier Kinder, zwei Söhne und zwei Töchter. Seit 2003 ist er Bundesvorsitzender des Wettbewerbs Unser Dorf hat Zukunft.